# Iers Open 2011
Het Iers Open is een golftoernooi van de Europese PGA Tour. De officiële naam van het Iers Open is in 2011 het Irish Open presented by Discover Ireland.
Het wordt van 28-31 juli op de Killarney Golf & Fishing Club gespeeld. In 2010 werd het Iers Open op deze baan met een score van -18 gewonnen door Ross Fisher, die ook deze week meedoet.
Vier Ierse spelers hebben de laatste tijd voor veel publiciteit gezorgd: Rory McIlroy won het US Open met acht slagen voorsprong nadat zijn landgenoot Graeme McDowell het in 2010 gewonnen had,  en vorige week won hun landgenoot Darren Clarke het Brits Open, dat Pádraig Harrington in 2007 en 2008 won. 

## Verslag
De par is 71.

Ronde 1

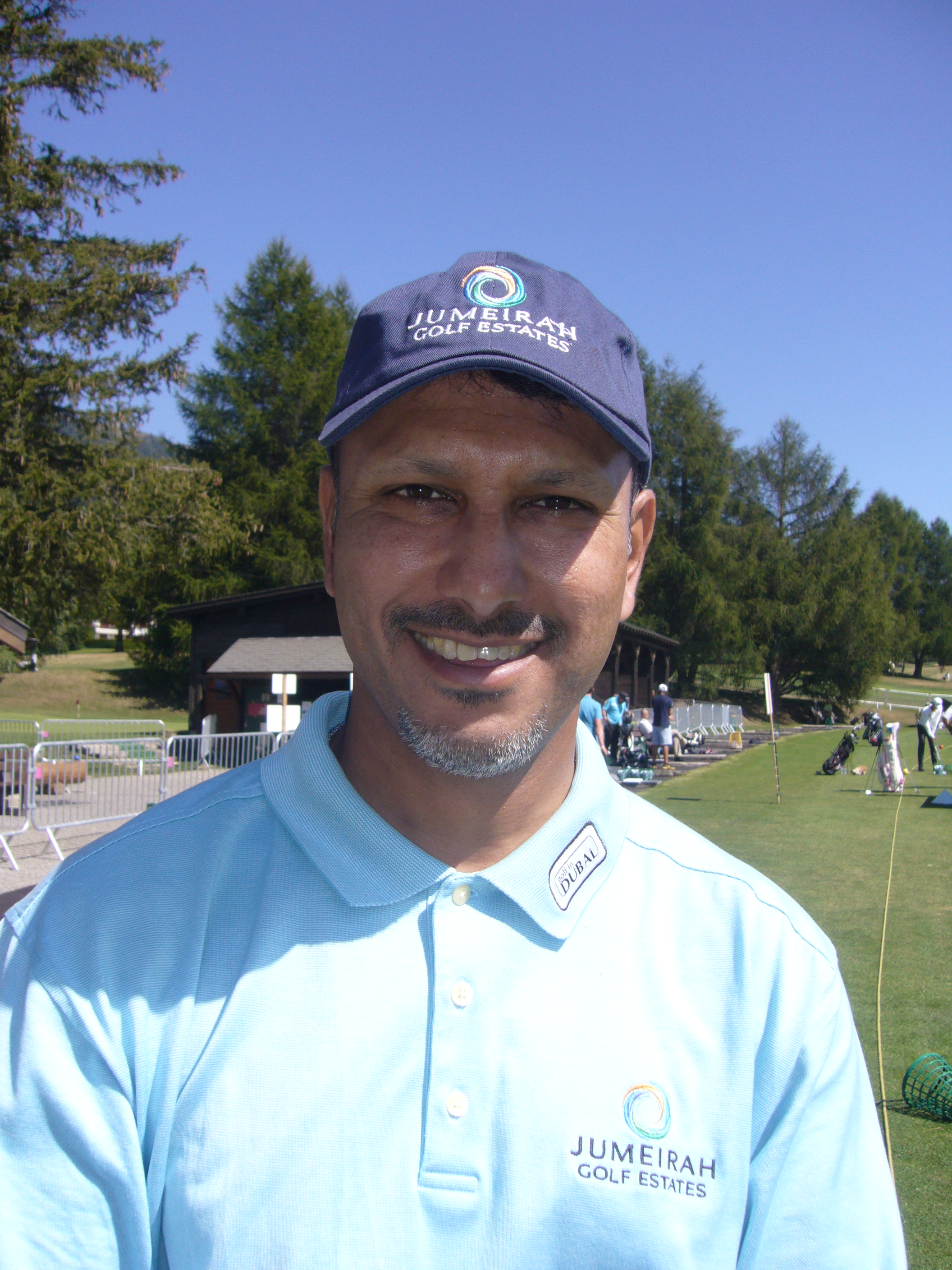
Jeev Milkha Singh
leider ronde 1

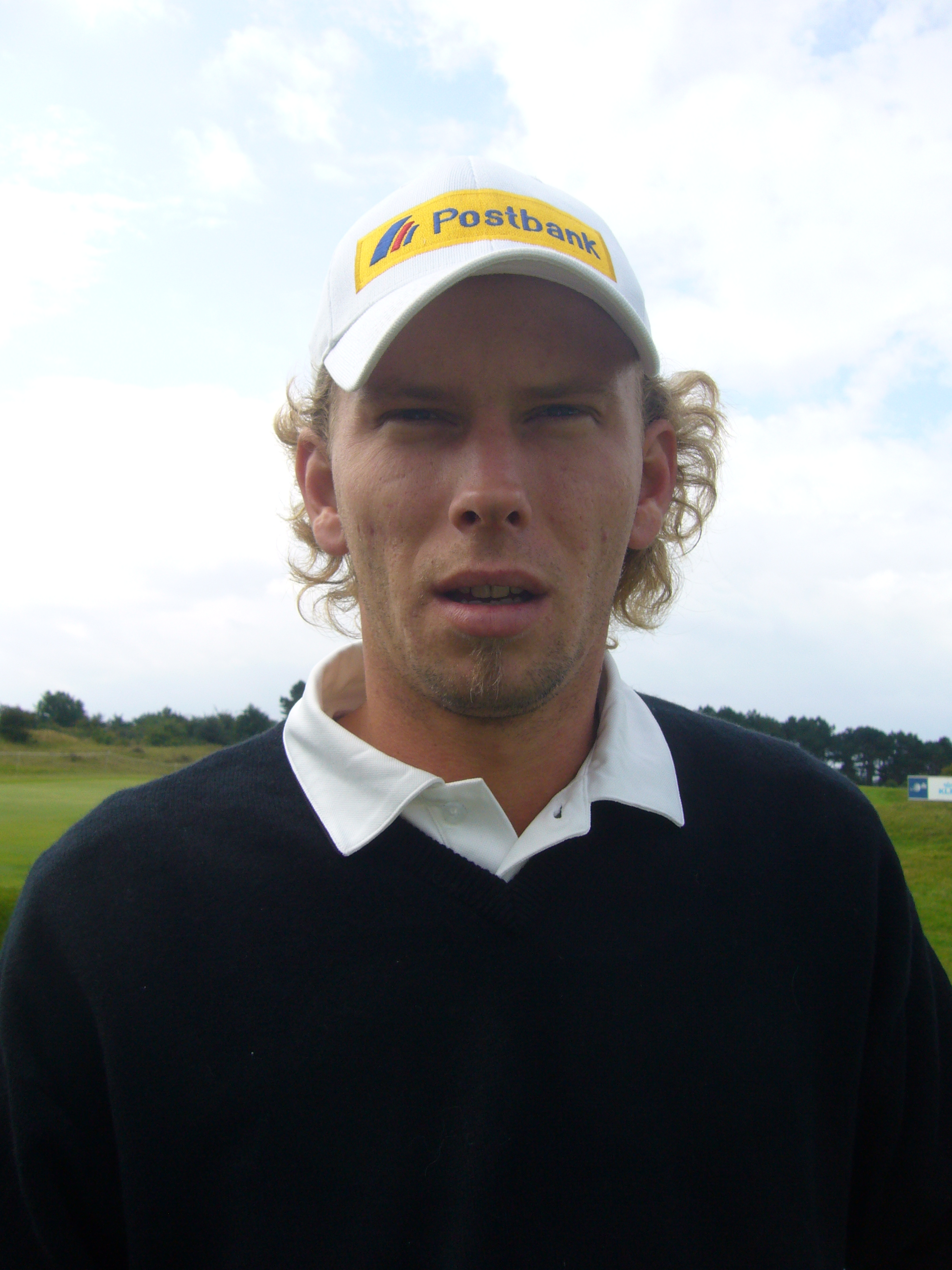
Marcel Siem
leider ronde 2

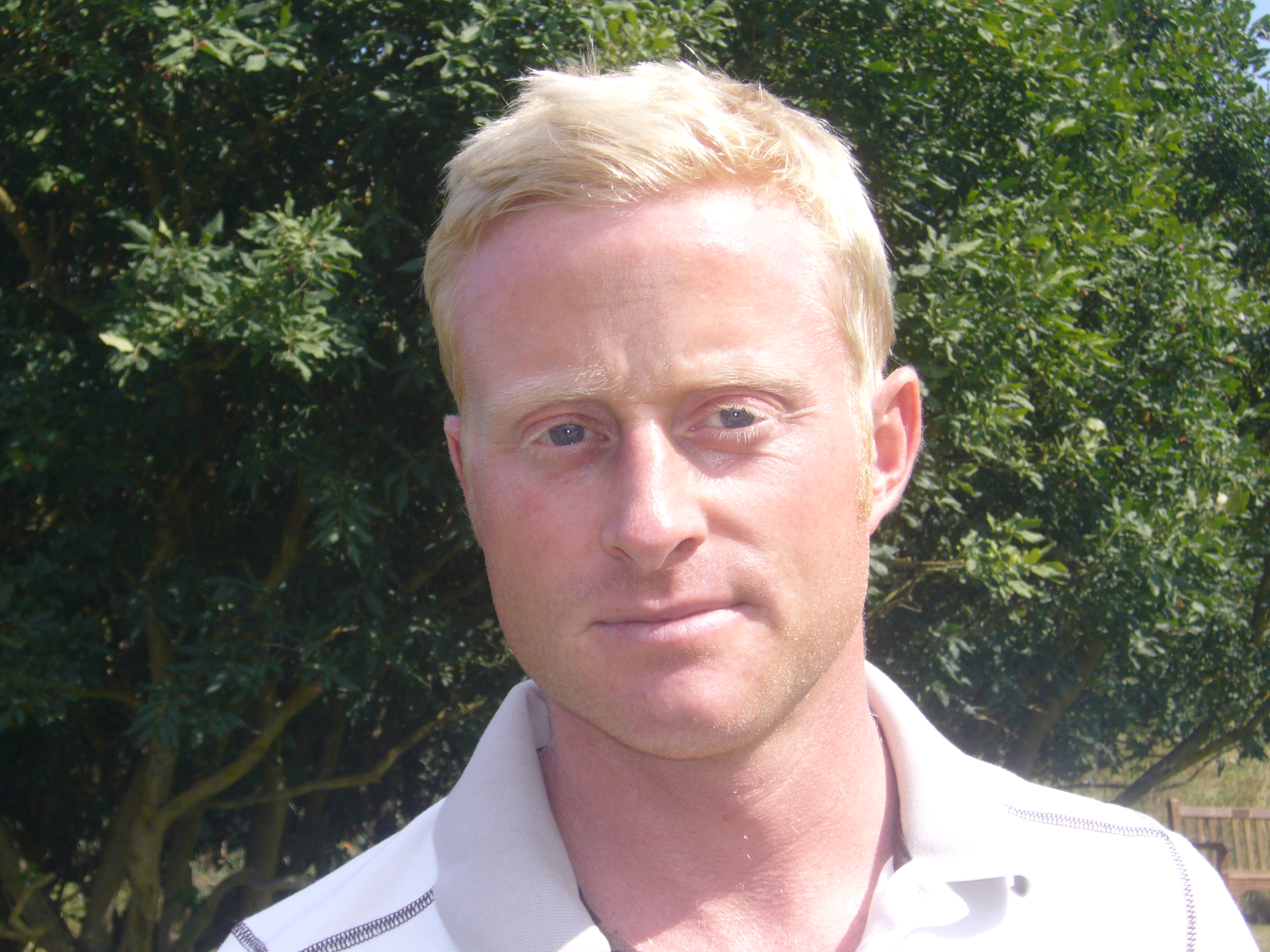
Simon Dyson, winnaar

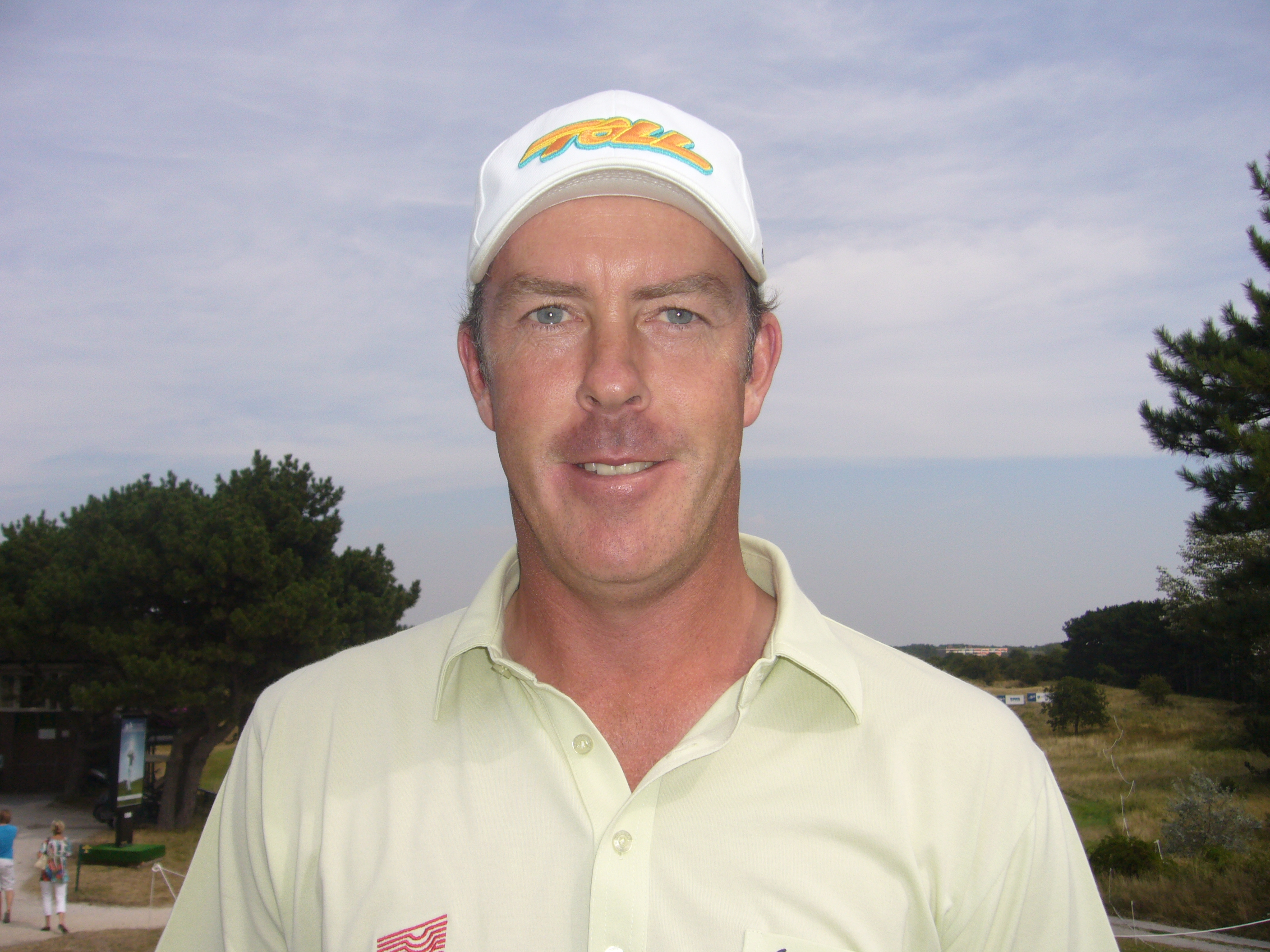
Richard Green, verliezer

Jeev Milkha Singh heeft de beste ronde van zijn carrière geëvenaard door met een ronde van -8 te beginnen, een eagle, zes birdies en geen bogeys.  Volgens Paul McGinley, die met hem speelde, had hij nog nooit iemand zo goed zien putten. Van de vier Nederlanders staat Floris de Vries er het beste voor.
Ronde 2
Een half uur voordat de laatste spelers binnenkwamen ging Marcel Siem aan de leiding door een birdie op hole 17 te maken. Na twee rondes van 66 staat hij nu op -10. Derksen en Lafeber speelden beiden onder par en haalden de cut. Floris de Vries begon 's middags niet goed en moest proberen in de laatste zes holes een birdie te maken om zich voor het weekend te kwalificeren. Hij eindigde daarentegen met een bogey.
Ronde 3
Robert-Jan Derksen heeft onder par gespeeld en is naar de 32ste plaats geklommen. David Howell maakte een ronde van 64 en werd clubhouse leader op -11. Er waren toen nog 16 spelers in de baan, waarvan vijf in de top-10. Alexandre Kaleka, die na ronde 1 op de 2de plaats stond maar daarna een slechte ronde 2 speelde, is weer terug in de top-10. Richard Green en Simon Dyson maakten beiden -7 en kwamen ook op een totaal van -11.
Ronde 4
Simon Dyson maakte een totaalscore van -15 en moest afwachten of Richard Green met een birdie zou eindigen om te winnen. Green maakte daarentegen een bogey en Dyson had zijn 5de overwinning op de EUropese Tour binnen.  
- Leaderboard

| Naam               | R1 | Score | Nr   | R2 | Score | Totaal | Nr  | R3 | Score | Totaal | Nr  | R4 | Score | Totaal | Nr  |
| ------------------ | -- | ----- | ---- | -- | ----- | ------ | --- | -- | ----- | ------ | --- | -- | ----- | ------ | --- |
| Simon Dyson        | 70 | -1    | T44  | 65 | -6    | -7     | T5  | 67 | -4    | -11    | T1  | 67 | -4    | -15    | 1   |
| Richard Green      | 67 | -4    | T6   | 68 | -3    | -7     | T5  | 67 | -4    | -11    | T1  | 68 | -3    | -14    | 2   |
| Stephen Gallacher  | 71 | par   | T67  | 66 | -5    | -5     | T30 | 67 | -4    | -9     | 4   | 68 | -3    | -12    | 3   |
| Alexandre Kaleka   | 65 | -6    | 2    | 75 | +4    | -2     | T45 | 66 | -5    | -7     | T5  | 68 | -3    | -10    | T5  |
| Søren Hansen       | 67 | -4    | T6   | 66 | -5    | -9     | T2  | 72 | +1    | -8     | T5  | 69 | -2    | -10    | T5  |
| David Howell       | 69 | -2    | T29  | 69 | -2    | -4     | T25 | 64 | -7    | -11    | T1  | 73 | +2    | -9     | T8  |
| Jeev Milkha Singh  | 63 | -8    | 1    | 70 | -1    | -9     | T2  | 74 | +3    | -6     | T16 | 69 | -1    | -8     | T11 |
| Marcel Siem        | 66 | -5    | T3   | 66 | -5    | -10    | 1   | 73 | +2    | -8     | T5  | 73 | +2    | -6     | T17 |
| Robert-Jan Derksen | 71 | par   | T67  | 69 | -2    | -2     | T45 | 70 | -1    | -3     | T32 | 70 | -1    | -4     | T25 |
| Joost Luiten       | 72 | +1    | T    | 60 | -2    | -1     | T56 | 77 | +6    | +5     | T68 | 67 | -4    | +1     | T39 |
| Maarten Lafeber    | 71 | par   | T67  | 70 | -1    | -1     | T56 | 78 | +7    | +6     | 71  | 73 | +2    | +8     | T71 |
| Floris de Vries    | 68 | -3    | T20  | 75 | +4    | +1     | T83 | MC |       |        |     |    |       |        |     |
| Paul McGinley      | 70 | -1    | T44  | 72 | +1    | par    | T68 | MC |       |        |     |    |       |        |     |
| Tim Sluiter        | 75 | +4    | T127 | 69 | -2    | +2     | T97 | MC |       |        |     |    |       |        |     |

| Leider |  | Toernooirecord |  | MC = missed cut = cut gemist |

## De spelers
| - Felipe Aguilar - Seve Benson - Richard Bland - Grégory Bourdy - Gary Boyd - Markus Brier - Mark Brown - Rafael Cabrera Bello - Michael Campbell (2003) - Alejandro Cañizares - Magnus A. Carlsson - David Carter (1998) - Christian Cévaër - SSP Chowrasia - Darren Clarke - George Coetzee - Robert Coles - Nicolas Colsaerts - Rhys Davies - Carlos Del Moral - Robert-Jan Derksen - Robert Dinwiddie - David Dixon - Stephen Dodd (2005) - Andrew Dodt - Jamie Donaldson - Nick Dougherty - Bradley Dredge - David Drysdale - Simon Dyson - Rafa Echenique - Niclas Fasth - Gonzalo Fernández-Castaño - Kenneth Ferrie - Richard Finch (2008) - Oliver Fisher | - Ross Fisher (2010) - Oscar Florén - Mark Foster - Marcus Fraser - Florian Fritsch - Lorenzo Gagli - Stephen Gallacher - Ignacio Garrido - Daniel Gaunt - Jean-Baptiste Gonnet - Tano Goya - Richard Green - Mark F Haastrup - Matt Haines - Søren Hansen (2002) - Pádraig Harrington (2007) - Oskar Henningsson - Michael Hoey - Keith Horne - David Horsey - David Howell - Jeppe Huldahl - Raphaël Jacquelin - Scott Jamieson - Michael Jonzon - Alexandre Kaleka - Anthony Kang - Shiv Kapur - Simon Khan - James Kingston - Maarten Lafeber - Barry Lane - José Manuel Lara - Paul Lawrie - Peter Lawrie - Shane Lowry (2009) | - Joost Luiten - David Lynn - Stuart Manley - Gareth Maybin - Graeme McDowell - Richard McEvoy - Paul McGinley - Ross McGowan - Damien McGrane - Rory McIlroy - Colin Montgomerie (1996, 1997, 2001) - James Morrison - George Murray - Christian Nilsson - Matthew Nixon - Steven O'Hara - Thorbjørn Olesen - Wade Ormsby - Gary Orr - Hennie Otto - John Parry - Phillip Price - Manuel Quiros - Richie Ramsay - Robert Rock - Brett Rumford (2004) - Lloyd Saltman - Marcel Siem - Jeev Milkha Singh - Joel Sjöholm - Patrik Sjöland (2000) - Lee Slattery - Graeme Storm - Scott Strange - Mark Tullo - Fabrizio Zanotti | - Matthew Zions - Jaco Van Zyl - Alvaro Velasco - Floris de Vries - Simon Wakefield - Anthony Wall - Romain Wattel - Steve Webster - Peter Whiteford - Martin Wiegele - Bernd Wiesberger - Danny Willett - Oliver Wilson - Chris Wood Invitatie - Scott Pinckney - Niall Kearney - Simon Thornton - Rikard Karlberg - Colm Moriarty - Mark Murphy - Gary Murphy Nationale rangorde - David Higgins - Damian Moomey - David Mortimer - John G Kelly - Darren McWilliams - Barrie Trainor - Michael Collins - Eamonn Brady Amateurs - Dermot McElroy - Kevin Phelan - Alan Dunbar - Paul Cutler |